# 코코섬

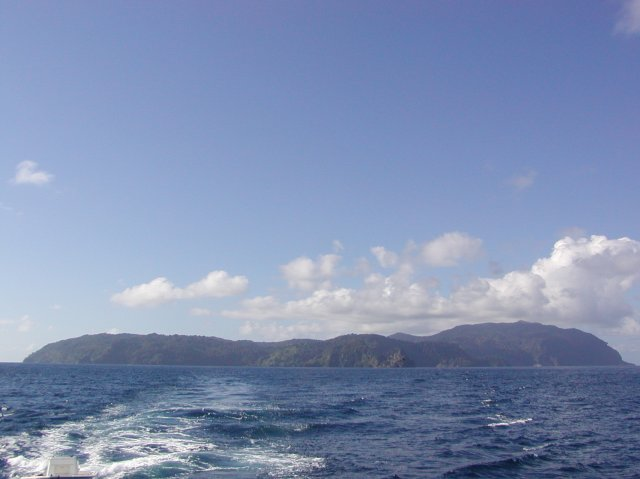
코코섬

코코섬(Coco Island, Cocos Island, 스페인어: Isla del Coco) 또는 코코스섬은 중앙아메리카 코스타리카의 섬이다. 코스타리카 본토에서 남서쪽으로 550 km 떨어진 동태평양에 떠 있는 오래된 섬이다.

## 개요
면적은 46.6 km2이며, 화산이 분출된 최고점은 634m이다. 절벽으로 둘러싸여 있고, 연강수량은 7,000mm에 달한다. 열대우림으로 덮여 있고, 풍부한 동식물이 많이 남아 있다. 섬 해역에는 수많은 해양 생물이 서식하고 있기 때문에 다이빙의 명소로 알려져 있다. 현재 이 섬은 국립공원으로 지정되었고, 세계유산으로도 등록되어 있다. 원래는 무인도였지만, 현재는 국립공원의 관리자가 섬에 살고 있다. 또한 1999년 이후 미국과 코스타리카와 콜롬비아의 마약 퇴치 작전 계획에 따라 미군이 주둔하고 있다.
섬의 이름은 코코야자라는 의미로 섬에 코코야자의 열매가 많이 열려 있었기 때문에 붙여졌다. 1526년에 스페인사람 후안 카베슬(Joan Cabezasl) 의해 발견되었다. 1684년부터 1821년 사이에 해적들이 섬에 보물을 숨겼다고 알려져, 이후 보물 사냥꾼들이 해적이 숨긴 보물을 찾아 섬에 수색하였지만, 여전히 발견되지 않았다. 코코섬은 1978년에 국립공원이 되었고, 1997년에 유네스코의 세계자연유산이 되었다.
소설과 영화 '쥬라기 공원' 시리즈의 공룡이 살고 있는 가상의 섬인 소르나섬, 누블라섬은 코코섬이 모델이라고 알려져 있다.

## 세계 유산
이 세계 유산은 세계 유산 등록 기준에 있어서 이하의 기준을 충족하는 것으로 간주되어 등록되었다.
(9) 육상, 담수, 해안 및 해양 생태계와 동식물군 중 진화와 발달이 진행되고 있는 중요한 생태학적, 생물학적 과정을 보여주는 뚜렷한 모범이 되는 것
(10) 생물 다양성의 본질적 보전에 있어서 가장 중요하고, 의미 있는 자연 서식지를 포함하는 것. 여기에는 과학적 또는 보존의 관점에서 뛰어난 보편적 가치가 있는 멸종 위험이 있는 종류의 서식지 등이 포함된다.

## 기후
| Cocos island의 기후      | Cocos island의 기후 | Cocos island의 기후 | Cocos island의 기후 | Cocos island의 기후 | Cocos island의 기후 | Cocos island의 기후 | Cocos island의 기후 | Cocos island의 기후 | Cocos island의 기후 | Cocos island의 기후 | Cocos island의 기후 | Cocos island의 기후 | Cocos island의 기후 |
| 월                       | 1월                 | 2월                 | 3월                 | 4월                 | 5월                 | 6월                 | 7월                 | 8월                 | 9월                 | 10월                | 11월                | 12월                | 연간                |
| ------------------------ | ------------------- | ------------------- | ------------------- | ------------------- | ------------------- | ------------------- | ------------------- | ------------------- | ------------------- | ------------------- | ------------------- | ------------------- | ------------------- |
| 일평균 최고 기온 °C (°F) | 28.0 (82.4)         | 29.0 (84.2)         | 29.0 (84.2)         | 29.0 (84.2)         | 29.0 (84.2)         | 28.0 (82.4)         | 28.0 (82.4)         | 28.0 (82.4)         | 28.0 (82.4)         | 27.0 (80.6)         | 27.0 (80.6)         | 28.0 (82.4)         | 28.2 (82.7)         |
| 일일 평균 기온 °C (°F)   | 26 (79)             | 27.5 (81.5)         | 27.5 (81.5)         | 27.5 (81.5)         | 27.0 (80.6)         | 26.0 (78.8)         | 26.0 (78.8)         | 26.0 (78.8)         | 26.0 (78.8)         | 25.5 (77.9)         | 25.5 (77.9)         | 26 (79)             | 26.4 (79.5)         |
| 일평균 최저 기온 °C (°F) | 24.0 (75.2)         | 26.0 (78.8)         | 26.0 (78.8)         | 26.0 (78.8)         | 25.0 (77.0)         | 24.0 (75.2)         | 24.0 (75.2)         | 24.0 (75.2)         | 24.0 (75.2)         | 24.0 (75.2)         | 24.0 (75.2)         | 24.0 (75.2)         | 24.6 (76.3)         |
| 평균 강수량 mm (인치)    | 585.4 (23.05)       | 348.4 (13.72)       | 235.1 (9.26)        | 470.1 (18.51)       | 857.5 (33.76)       | 938.2 (36.94)       | 806.2 (31.74)       | 674.3 (26.55)       | 753.9 (29.68)       | 793.0 (31.22)       | 625.9 (24.64)       | 555.4 (21.87)       | 7,643.4 (300.94)    |
| [ 출처 필요 ]            |                     |                     |                     |                     |                     |                     |                     |                     |                     |                     |                     |                     |                     |